# Бондаренко, Николай Филиппович
Николай Филиппович Бондаренко (1 сентября 1928 — 23 марта 2003) — российский учёный-почвовед, академик ВАСХНИЛ (1982).

## Биография
Родился в c. Заселье Шумячского района Смоленской области. Окончил Рижское речное училище (1946—1950), Ленинградский институт инженеров водного транспорта (1955) и его аспирантуру (1961).
Работал в Агрофизическом НИИ: главный инженер лаборатории (1961—1962), главный конструктор лаборатории (1962), старший научный сотрудник (1962—1969), руководитель лаборатории (1969—1973), заместитель директора по научной работе (1973—1975), директор (1975—1979).
В 1979—1994 ректор Ленинградского СХИ. В 1994—2003 зав. лабораторией Агрофизического НИИ.
Доктор технических наук (1971), профессор (1979), академик ВАСХНИЛ (1982, член-корреспондент с 1978).
Премия Совета Министров СССР и медали ВДНХ — за участие в разработке селекционного комплекса и теоретических основ инженерных принципов создания установок искусственного климата.
Награждён орденами Трудового Красного Знамени (1971), «Знак Почёта» (1981) и 7 медалями.
Опубликовал 22 книги и брошюры. Получил 13 авторских свидетельств и патентов на изобретения.
Публикации:
- Физика движения подземных вод. — Л.: Гидрометеоиздат, 1973. — 215 с.
- Физические основы мелиорации почв. — Л.: Колос. Ленингр. отд-ние, 1975. — 285 с.
- Водно-физические свойства торфяников / соавт. Н. П. Коваленко. — Л.: Гидрометеоиздат, 1979. — 160 с.
- Электромагнитные явления в природных водах / соавт. Е. З. Гак. — Л.: Гидрометеоиздат, 1984. — 152 с.
- Электромагнитная гидрофизика и природные явления: в 2-х т. / соавт. Е. З. Гак; С.-Петерб. гос. аграр. ун-т. — СПб. — Т.1. Электромагнитные явления в природных водах. — 1994. — 173 с.; Т.2. Прикладные аспекты электромагнитных явлений в природных водах. — 1995. — 100 с.
- Магнитные поля в сельскохозяйственной практике и исследованиях / соавт.: Е. З. Гак и др. — СПб., 1997. — 167 с.